# Cô Ba (xã)
Cô Ba là một xã thuộc tỉnh Cao Bằng, Việt Nam.

## Địa lý
Xã Cô Ba nằm ở phía bắc huyện Bảo Lạc, có vị trí địa lý:
- Phía đông giáp xã Khánh Xuân
- Phía tây giáp xã Thượng Hà
- Phía nam giáp thị trấn Bảo Lạc và xã Khánh Xuân.
- Phía bắc giáp Trung Quốc.

Xã Cô Ba có diện tích 72,50 km², dân số năm 2019 là 3.447 người, mật độ dân số đạt 48 người/km².
Xã có tuyến tỉnh lộ 217 chạy qua và kéo dài đến biên giới với Trung Quốc. Trên địa bàn có một số ngọn núi như Đông Pu, Mo Thiên Lính, Ngàm Lồm, Pác Kéo, Pắc Đin cùng sườn Thiêng Qua, lũng Vầy và thung lũng Láo Lú. Cô Ba có nhiều sông suối chảy qua địa bàn gồm: sông Gâm (tạo thành ranh giới tự nhiên với xã Khánh Xuân), suối Giuồng, suối Nồm, suối Sáp Hò Sấy. Đồn biên phòng Cô Ba quản lý tuyến biên giới của xã.

## Hành chính
Xã Cô Ba được chia thành 10 xóm: Khuổi Giào, Lũng Vầy, Nà Đôm, Nà Bốp, Nà Lùng, Nà Rào, Nà Tao, Ngàm Lồm, Phiêng Mòn, Phiêng Sáng.

## Lịch sử
Sau năm 1975, Cô Ba là một xã thuộc huyện Bảo Lạc.
Ngày 10 tháng 6 năm 1981, Hội đồng Chính phủ ban hành Quyết định 245-CP về việc tách các xóm Già Mò, Cốc Thốc, Bó Vài, Nà Quằng, Nà Viềng, Khuối Pựt, Bản Chang, Ngàm Giàng, Phìn Sáng, Lũng Nà của xã Cô Ba để sáp nhập vào xã Thượng Hà.